# Bellizinca
Bellizinca là một chi thực vật có hoa trong họ Thiến thảo (Rubiaceae).

## Loài
Chi Bellizinca gồm các loài: